# Andrew Levane
Andrew Joseph "Fuzzy" Levane (Brooklyn, Nueva York, 11 de abril de 1920-30 de abril de 2012) fue un jugador y entrenador de baloncesto estadounidense que disputó tres temporadas entre la BAA y la NBA, además de jugar en la ABL y la NBL. Fue además entrenador durante cinco temporadas en la NBA. Con 1,88 metros de estatura, jugaba en la posición de escolta.

## Trayectoria deportiva

### Universidad
Jugó durante tres temporadas con los Red Storm de la Universidad de St. John's, en las que promedió 6,7 puntos por partido. En 1943 ganó el Premio Haggerty al mejor baloncestista universitario del área metropolitana de Nueva York, además de ganar con el equipo el NIT.

### Profesional
Comenzó su carrera profesional en 1945 en los Rochester Royals, que en aquellos años jugaban en la NBL, dando el salto a la BAA en 1948, donde jugaría una temporada, en la que promedió 3,4 puntos y 1,1 asistencias por partido. Tras no renovar con los Royals, al año siguiente ficha como agente libre por los Syracuse Nationals, donde en su única temporada en el equipo disputa las Finales ante Minneapolis Lakers, cayendo por 4-2. Levane promedia ese año 5,5 puntos y 2,6 asistencias por partido.
Tras esa temporada jugó un año en la ABL, para regresar a la NBA en 1952, fichando por los Milwaukee Hawks como jugador-entrenador. Tras 7 partidos, dejó la cancha para ejercer únicamente como entrenador.

## Estadísticas de su carrera en la NBA

### Temporada regular
| Temporada | Edad | Equipo             | Liga  | P   | TIT | MIN | TC  | TCA | %TC  | TL  | TLA | %TL  | REB | ASIS | FP  | PTS |
| 1948-49   | 28   | Rochester Royals   | BAA   | 36  |     |     | 1.5 | 5.4 | .285 | 0.4 | 0.6 | .619 |     | 1.1  | 1.0 | 3.4 |
| 1949-50   | 29   | Syracuse Nationals | NBA   | 60  |     |     | 2.3 | 7.0 | .333 | 0.9 | 1.4 | .635 |     | 2.6  | 1.8 | 5.5 |
| 1952-53   | 32   | Milwaukee Hawks    | NBA   | 7   |     | 9.7 | 0.4 | 3.4 | .125 | 0.3 | 0.4 | .667 | 1.3 | 1.3  | 2.1 | 1.1 |
| Total     |      |                    | TOTAL | 103 |     | 9.7 | 1.9 | 6.2 | .310 | 0.7 | 1.1 | .633 | 1.3 | 2.0  | 1.5 | 4.5 |
|           |      |                    | NBA   | 67  |     | 9.7 | 2.1 | 6.6 | .321 | 0.8 | 1.3 | .636 | 1.3 | 2.5  | 1.8 | 5.1 |
|           |      |                    | BAA   | 36  |     |     | 1.5 | 5.4 | .285 | 0.4 | 0.6 | .619 |     | 1.1  | 1.0 | 3.4 |

### Playoffs
| Temporada | Edad | Equipo             | Liga | P | MIN | TCA | TC | TLA | TL | ASIS | FP | PTS | %TC  | %FT   | PTS | AST |
| 1949-50   | 29   | Syracuse Nationals | NBA  | 9 |     | 13  | 37 | 5   | 5  | 13   | 11 | 31  | .351 | 1.000 | 3.4 | 1.4 |
| Total     |      |                    | NBA  | 9 |     | 13  | 37 | 5   | 5  | 13   | 11 | 31  | .351 | 1.000 | 3.4 | 1.4 |

### Entrenador
Se mantuvo en el cargo de entrenador de los Milwaukee Hawks hasta mediada la temporada 1953-54, cuando tras perder 35 de los primeros 46 partidos de liga fue despedido, siendo sustituido por Red Holzman.
En 1958 sustituyó a Vince Boryla al frente del banquillo de los New York Knicks, clasificando al equipo para los playoffs tras lograr 40 victorias y 32 derrotas. Al año siguiente, tras un mal comienzo de temporada, con 8 victorias y 19 derrotas, es sustituido por Carl Braun.
En 1961 firmó con los St. Louis Hawks para sustituir a Paul Seymour, donde pasó una temporada discreta, con 20 victorias por 40 derrotas, sin alcanzar los playoffs, siendo cortado antes del final de la temporada regular y reemplazado por Bob Pettit, que pasaba a ejercer como jugador-entrenador.
Trasa varios años alejado de los banquillos, en 1978 se hizo cargo de los New York Guard de la All-American Basketball Alliance, una liga que apenas duró un mes y que desapareció sin llegar a finalizar una temporada.